# Estação de Schaerbeek

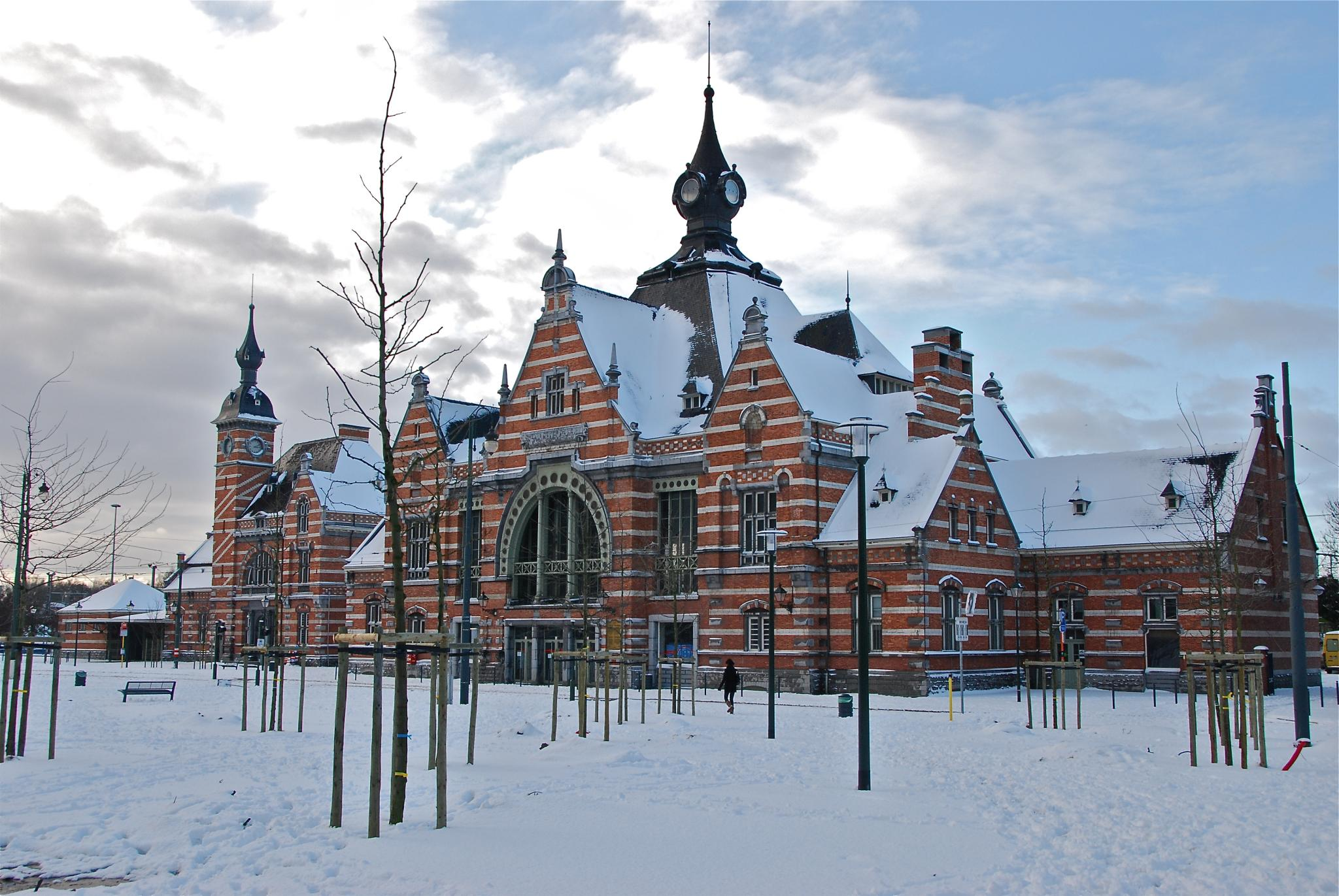
Estação de Schaerbeek

A estação de Schaerbeek é uma estação ferroviária da cidade belga de Bruxelas (Schaerbeek) inaugurada em 1887.